# John Holden Gibson
John Holden Gibson II (Flushing, Nueva York, 15 de febrero de 1959) es un empresario y funcionario gubernamental estadounidense. Afiliado al Partido Republicano, durante la administración Trump estuvo a cargo de la dirección de administración del Departamento de Defensa de los Estados Unidos. Anteriormente, durante el gobierno de George W. Bush, se desempeñó como subsecretario de la Fuerza Aérea para la gestión financiera y contraloría.
Gibson ha sido director financiero, director de operaciones y director general de varias empresas, incluido un grupo de consultoría nacional.

## Biografía

### Educación
Gibson asistió a la Universidad de Texas en Austin, donde se graduó en 1981. Recibió dos títulos universitarios, una licenciatura en administración de empresas con especialidad en finanzas y una licenciatura en economía. En 1994, Gibson obtuvo una Maestría en Administración de Empresas de la Universidad de Dallas.

### Carrera empresarial
Gibson comenzó su carrera ejecutiva en Westgate Fabrics, Inc. Se desempeñó como director financiero, director de operaciones y vicepresidente ejecutivo. En estos puestos, Gibson era responsable de las finanzas, el rendimiento operativo y la planificación estratégica de la empresa. Luego, Gibson se mudó a Galbraith Electric Company, donde pasó por la misma progresión laboral de director financiero a director de operaciones y vicepresidente. Como vicepresidente, Gibson dirigió la empresa a través de una fusión comercial. Después de la fusión, permaneció en la nueva empresa, ayudando con las operaciones comerciales y la estrategia de adquisición. Antes de ingresar al servicio público, Gibson fue director gerente de DK Consulting Group de Abilene, Texas, donde ayudó a grandes corporaciones a planificar adquisiciones y fusiones comerciales. Como consultor, se especializó en banca, construcción, distribución, ventas minoristas y adquisiciones y fusiones de atención médica. Gibson también fue miembro del Comité de Asuntos Militares de la Cámara de Comercio de Abilene desde 1998 hasta 2006.
Gibson fue CEO de XCOR Aerospace desde 2015 hasta junio de 2017.

### Carrera gubernamental
En febrero de 2006, el presidente George W. Bush nombró a Gibson para el cargo de Subsecretario de Defensa Adjunto para la Reforma de la Gestión. En este cargo, fue responsable de promover la eficiencia de la gestión y optimizar las operaciones financieras dentro del Departamento de Defensa. Para lograr esto, trabajó en estrecha colaboración con el Inspector General del Departamento de Defensa, la Oficina de Responsabilidad Gubernamental, la Oficina de Administración y Presupuesto y el Congreso de los Estados Unidos. Gibson también se desempeñó como subsecretario interino de Defensa para la Gestión Financiera desde julio de 2006 hasta julio de 2007.
El 24 de octubre de 2007, el presidente Bush nombró a Gibson como subsecretario de la Fuerza Aérea para la gestión financiera y contraloría. El Senado de los Estados Unidos confirmó su nominación el 20 de diciembre de 2007. El 15 de enero de 2008, Gibson prestó juramento como vigésimo subsecretario de la Fuerza Aérea para la Gestión Financiera y Contraloría por el Secretario de la Fuerza Aérea, Michael Wynne. Durante su mandato como director financiero de la Fuerza Aérea, Gibson fue responsable de administrar un presupuesto operativo anual de 124 mil millones de dólares. Apoyó programas de capacitación y educación profesional para ayudar a los gerentes financieros a producir mejores estimaciones de costos, proyecciones presupuestarias y análisis financieros para los tomadores de decisiones en toda la Fuerza Aérea. Gibson también amplió el Centro de Servicios Financieros de la Fuerza Aérea, abriendo un centro de llamadas al cliente para brindar servicios financieros a 700 000 aviadores y empleados civiles en todo el mundo.
En junio de 2017, el presidente Donald Trump nominó a Gibson como subdirector de administración del Departamento de Defensa. Su nominación fue confirmada por una votación de 91 a 7 en el Senado de los Estados Unidos el 7 de noviembre de 2017. Gibson fue responsable de supervisar la integración y coordinación de las operaciones comerciales dentro del Departamento de Defensa. En enero de 2018, fue nominado para el ascenso al cargo recién creado de Director de Administración del Departamento de Defensa. Esta nominación fue confirmada por voto de voz del Senado el 15 de febrero de 2018. El 5 de noviembre de 2018, Gibson presentó su renuncia al cargo de Director de Administración del Departamento de Defensa a partir del 30 de noviembre.